# Tillyardembia zalazna
Tillyardembia zalazna (лат.) — ископаемый вид крылатых насекомых рода Tillyardembia из семейства Tillyardembiidae (Cnemidolestodea). Пермский период (Vokhminskaya Formation, Zalazna, около 253 млн лет). Россия, Кировская область (58,6° с. ш., 52,6° в. д.).

## Описание
Мелкие насекомые. Длина около 1 см, переднее крыло длиной 13 мм (ширина 4 мм). От близких видов отличается особенностями жилкования крыльев. Переднее крыло выпуклое в пределах базальной четверти. Костальное поле у основания RS таой же ширины как субкостальное поле, передние ветви жилки SC простые. Жилка RS начинает разветвляться в конце базальной четверти крыла. Вид был впервые описан по отпечаткам в 2018 году российским палеоэнтомологом Даниил Аристов (Палеонтологический институт РАН, Москва, Россия). Это третий вид в составе ископаемого рода Tillyardembia (Tillyardembia antennaeplana, Tillyardembia ravisedorum).